# Vincent La Soudière
Vincent Regnauld de La Soudière est un écrivain et poète français né le 6 septembre 1939 à Port-d'Envaux (Charente-Maritime) et mort le 6 mai 1993 à Paris. Bien qu’ayant beaucoup écrit, il ne fit paraître qu’un mince volume de proses poétiques, Chroniques antérieures, en 1978, et un court texte au format livre d'artiste intitulé L'Arrière-Garde en  1988 (illustré par le peintre et graveur Gilles Alfera). Ces ouvrages ne pouvaient laisser soupçonner l’ampleur de ses écrits et leur publication sera donc essentiellement posthume.

## Biographie

### Jeunesse
Aîné de huit frères et sœurs, Vincent Fernand Marie Regnauld de La Soudière appartient à l’une des trente familles les plus anciennes de France, d’origine charentaise. Il est né à Port-d'Envaux, petite commune près de Saintes, dans une imposante demeure fortifiée du Moyen Âge, une ancienne prison dite « Prévôté ». Son enfance est marquée par une éducation religieuse fondée sur la peur de l’enfer, dispensée par un père perçu comme absent, et par le suicide de Dominique Brejon de Lavergnée, un oncle maternel très aimé quand Vincent avait cinq ans, et qui aura joué pour lui le rôle d’un père attentionné.
Il effectue sa scolarité au collège Sainte-Croix de Neuilly, dans la branche lettres et philosophie, où il obtient le baccalauréat en 1958, puis commence des études à la Sorbonne, qu’il doit interrompre à cause de graves troubles nerveux. La vie intellectuelle a tendance à renforcer son déséquilibre psychique et sa nature introvertie. Il lui préfère la poésie et l’écriture poétique. Il est aussi très attiré par la vie spirituelle. Au début de l’année 1961, il décide de séjourner dans un monastère bénédictin situé dans les Pyrénées, Notre-Dame de Belloc. C’est à peu près à la même époque qu’il commence à écrire régulièrement. En septembre, il s’engage comme postulant. Ce postulat toutefois sera de courte durée. Il quitte l’abbaye dans des conditions douloureuses et gardera toute sa vie la nostalgie de la vie monastique. Il expliquera tardivement la raison de son départ, liée à une femme dont il était toujours amoureux. À sa sortie de Belloc, il concevra un projet de mariage avec une autre femme, projet cependant vite avorté. Sa vie amoureuse sera par la suite toujours instable et tourmentée.
En 1964, il fait un séjour à l'abbaye de Lérins. C’est là qu’il fait la connaissance de Didier-Edmond Proton, qui deviendra son plus grand ami et son confident privilégié. Il entretiendra avec lui une correspondance prolifique durant près de trente ans, jusqu’à sa mort en 1993.
Sur le conseil de divers amis qui l’invitent à suivre un traitement psychothérapeutique, il se rend à Aix-en-Provence en octobre 1964 et y habitera pendant cinq ans, jusqu’en 1969. Les nombreuses thérapies qu’il entreprendra durant sa vie n’auront jamais l’effet désiré et Vincent La Soudière portera un regard critique sur leurs possibilités de guérison, considérant en particulier au cours de ces années que l’analyse aggrave son déséquilibre. Il tient un journal et écrit beaucoup de poèmes au cours de cette période. Il ne conçoit sa vie qu’à travers l’écriture d’une œuvre, dont il attend une métamorphose de son être, une guérison et un remède à son incapacité à trouver une place dans le monde. Dans l’attente et l’espoir de la produire, il multiplie et multipliera à partir de cette époque les petits métiers occasionnels et les déplacements incessants. Il se rendra souvent en Espagne, pays de son cœur. Il fera aussi un long séjour au Danemark en 1971, dans la ferme d’un ami, pour écrire et reprendre ses textes en vue d’une publication. Mais il souffrira d’une impossibilité de se fixer en quelque lieu que ce soit et sa vie sera marquée par une instabilité et une précarité croissantes tel ainsi l’ancienne légende du “Juif errant”.
En 1970, il décide d’entrer en relation avec Henri Michaux et lui écrit une lettre, qui convainc ce dernier de le rencontrer. Ils se lient d’amitié et se verront souvent, s’écriront aussi quand Vincent La Soudière s’absentera de Paris. Michaux lui offrira diverses possibilités de publication et l’aidera à éditer quelques-uns de ses textes. Le premier, « Au cœur de la meule », paraît en 1974 dans La Revue de Belles-Lettres dirigée John E. Jackson. C’est à l’occasion de cette première publication qu’il décide de supprimer la particule de son nom : Vincent de La Soudière devient Vincent La Soudière. « Au cœur de la meule » sera repris au début du seul recueil par lui conçu et publié de son vivant, Chroniques antérieures. C’est encore Henri Michaux qui l’aidera à le faire paraître en le mettant en relation avec Bruno Roy, directeur des éditions Fata Morgana, lui donnant également une lithographie pour le frontispice. Le recueil sera publié en 1978. Des extraits seront pré-publiés en 1976 dans la revue Argile, que dirigeait Claude Esteban.
Malgré les bons échos recueillis par son livre, la période qui suit la publication des Chroniques antérieures est marquée par une crise grave, sans doute parce que son effet n’a pas été celui attendu. À la suite de cette crise d’environ deux ans, Vincent La Soudière sombre dans une profonde dépression et se désintéresse (du moins en apparence) de l’écriture. Il désire se convertir. En 1974, il était revenu à la foi catholique après s’en être éloigné pendant quelques années. C’est vers cette même époque aussi, en 1976, que son ami Didier est ordonné prêtre. En 1978, il désire vivre une nouvelle conversion, tout en souffrant de ne pas pouvoir la réaliser : « "Conversion" et reconstruction patiente me sont à présent ordonnées comme tâche humaine et devoir spirituel. Je ne suis plus en position de tergiverser. Le couteau sous la gorge, il faut choisir. Une alternative centrale, vitale, à laquelle je ne peux plus me dérober. L’enjeu est de vie ou de mort ». Il attend une telle conversion, et la deuxième partie de sa vie sera placée sous le signe d’une attente indéfinie et d’un désir de renouvellement profond de son être. Il considère qu’il n’est pas encore né et voudrait connaître une nouvelle naissance. À partir des années de crise, ses lettres adressées à Didier sont marquées par un profond déchirement intérieur, une descente au Shéol, dans les abîmes de la mort spirituelle, et le désir de connaître une vie nouvelle, fondée sur une union intime avec le Christ.
En 1988, après dix ans de grande dépression, il reprend l’écriture, sous forme d’« aphorismes » (c’est le mot qu’il emploie), c’est-à-dire de fragments plus ou moins développés. Il remplit plusieurs cahiers et carnets jusqu’en 1993, souhaitant faire des choix afin de composer un recueil, sans cependant y parvenir.
Le 5 mai 1993, après des années de lutte pour survivre, il se jette dans la Seine, après avoir adressé une ultime lettre à Didier : « Toutes les issues me sont fermées. J’ai donc décidé de me suicider. » Cette lettre, particulièrement bouleversante, laisse cependant entendre « qu’en se suicidant, il ne désirait pas tant mourir que commencer enfin à vivre ».

### Un poète en marge
En écrivant à Henri Michaux, Vincent La Soudière ne cherchait pas tant à pénétrer dans le milieu littéraire qu’à rencontrer un être dont l’expérience intérieure lui semblait authentique et proche de la sienne, et susceptible de la comprendre. C’est pour la même raison qu’il devient très proche de Cioran, rencontré en 1976 : « Vincent et Cioran se rejoignent dans un commun désir de revenir à un état prénatal, sorte de paradis perdu dont l’attrait provoque un mouvement régressif vers l’antérieur, et un refus corrélatif de s’incarner dans une vie éprouvée comme maudite dans son essence ». La relation est authentique, avec l’un comme avec l’autre. Éloigné de tout esprit de mondanité, Vincent La Soudière se tiendra toujours en marge du monde littéraire. Cioran le mettra aussi en relation avec un autre auteur qui s’est résolument tenu en retrait de ce monde, le poète et traducteur Armel Guerne, ayant perçu entre l’un et l’autre des affinités. Vincent La Soudière et Armel Guerne échangeront quelques lettres et le second consacrera son ultime texte aux Chroniques antérieures.
Les relations avec d’autres auteurs se tissent à travers la lecture. Comme sa correspondance avec Didier l’atteste, Vincent La Soudière lit beaucoup et ses lettres évoquent certains livres précis, qu’il analyse souvent avec une pénétration singulière. Outre Cioran et Michaux, plusieurs auteurs marquent son esprit, notamment René Char, à qui il écrit en 1969 et auquel il restera toujours fidèle. En 1988, il écrit à Didier : « Quand je suis amené à voyager ou seulement me déplacer, les premiers livres à être embarqués dans ma valise sont Rimbaud, Baudelaire, Pierre Jean Jouve, René Char et les Psaumes. C’est devenu un réflexe. »
En 1978, à l’occasion d’une demande de bourse que fait Vincent La Soudière auprès du Centre national des lettres, Henri Michaux et Cioran écrivent chacun une lettre de recommandation afin d’appuyer sa candidature. Henri Michaux déclare : « Jamais je n’ai plus volontiers et sans réserve recommandé un écrivain. Homme de la vie intérieure, s’il en est un, [Vincent La Soudière] a, par scrupule assurément, tardé à publier, parce que, responsable des subtiles et graves réalités psychiques qu’il allait montrer, il voulait avoir dépassé le stade de la surprise et pouvoir écrire comme quelqu’un en qui d’emblée on a foi. [...] L’ayant rencontré plusieurs fois je sais qu’il n’écrira jamais rien de gratuit. Ce qu’il fera connaître est important. À cela seul s’emploiera sa pénétration singulière. On ne l’imagine pas autrement. » Quant à Cioran, il le recommande lui aussi dans ces termes : « Il est l’auteur d’un livre de haute tenue littéraire, Chroniques antérieures, dont il me semble difficile de ne pas admirer l’unité de ton et de vision. Dès la première page, on s’aperçoit qu’il n’y a pas là la moindre trace de tâtonnement, d’interrogation timide ; c’est, au contraire, un aboutissement, une mise en accusation radicale, le tout d’une concision de verdict. » En 1980, Cioran adressera une autre lettre de recommandation au président du Centre, écrivant notamment ceci : « Il est l’auteur d’un livre remarquable, Chroniques antérieures. On lui a reproché de n’avoir rien écrit d’autre. Mais un ouvrage comme celui-là en vaut dix – me disait tout récemment Henri Michaux. »

## Reconnaissance posthume

### Brisants
Chroniques antérieures reçut un accueil discret, sa parution n’étant connue que du seul milieu littéraire. En 2001, à l’occasion de la préparation d’un Cahier de l’Herne consacré à Cioran, Sylvia Massias découvre les écrits laissés par cet écrivain de l’ombre. Elle en pressent immédiatement l’intérêt et entreprend de les publier.
En 2003, après avoir obtenu une bourse du Centre national du livre pour ce projet, elle rassemble un choix d’aphorismes extraits des derniers cahiers et carnets de Vincent La Soudière qu’elle présente sous le titre de Brisants, réalisant le projet que ce dernier avait conçu à la fin de sa vie sans pouvoir le mener à bien. Le recueil est publié aux éditions Arfuyen.
Dès parution du livre, la critique s’intéresse à cet inconnu. Jean-Yves Masson écrit dans Le Magazine littéraire : « À peine achevé, le XXe siècle change de visage. Bientôt, nous ne le reconnaîtrons plus. Des auteurs dont l’existence nous aura échappé se révéleront essentiels, et Vincent La Soudière sera peut-être l’un d’eux. Ami proche de Michaux, de Cioran, qui lui témoignèrent à plusieurs reprises publiquement leur admiration, il laisse une œuvre manuscrite d’une ampleur considérable. Sylvia Massias, à qui l’on doit déjà l’édition des lettres d’Armel Guerne à Cioran, a recueilli les fragments que Vincent La Soudière accumulait dans les dernières années de sa vie. Elle en a tiré cette anthologie qu’elle présente avec tact, rigueur et finesse. […] Toute de tendresse sévère et de lucidité, l’œuvre de Vincent La Soudière commence son chemin dans le monde. La plus belle surprise de cet automne en poésie, est la découverte de cet auteur secret. » Marc Blanchet fait écho dans Le Matricule des Anges : « L’horloge des reconnaissances posthumes nous donne un nouveau rendez-vous. […] Aussi vrai qu’une histoire littéraire s’écrit au revers de l’officiel, souvent événements douteux ou articles de foire, les écrits de Vincent La Soudière auront eu quelques lecteurs confidentiels, dont deux qui ne sont pas sans importance : Cioran et Michaux. L’écrivain et poète Joël Vernet, qui a connu Vincent La Soudière à la fin de sa vie, écrit également : « Admirablement décrypté, mis en forme, commenté par Sylvia Massias, ce livre est d’ores et déjà une révélation dans le paysage éditorial qui n’apporte que rarement de très grandes surprises. Je dirai simplement que se dessine là une œuvre dénuée de mensonges, d’artifices, une œuvre incandescente. […] Vincent La Soudière a traversé le feu. Lisons ses livres. Découvrons là un poète qui vécut dans l’Invisible. Ce n’est pas peu dans notre époque tonitruante . » Jean-Luc Maxence déclare dans Monde et Vie : « Il y avait longtemps, assurément, que nous n’avions point reçu un recueil de cette richesse intérieure, de cette beauté pathétique, de cette profondeur qui ne transige pas ». le poète et traducteur Alain Suied considère Vincent la Soudière comme « l’une des surprises de la rentrée poétique », évoquant ainsi le recueil : « Dans cette époque de "fatigue", de sommeil, de "fin", de nuit, le poète constate qu'aucune main "ne peut s'étendre vers une autre". Le néant personnel et le néant des espaces infinis écrasent l'humain. C'est la souffrance qui dirige. Cet homme de la "vie intérieure" (ou antérieure ?) a lu Paul, Platon mais on le devine sensible à d'autres Traditions… Il est sensible à l'invisible, à l'inconnu… "Le malheur m'échut" à la place de l'amour, semble dire et crier cet auteur – quel combat ! Ces "brisants" blessent et vous accompagnent longuement comme un compagnon de poésie qu'on voudrait consoler tout en sachant que le travail poétique réside désormais dans l'affrontement, ici très vif, avec l'impossibilité même de la Consolation! » Richard Blin décrit Brisants dans les termes suivants : « Des éclairs dans la nuit ; de l’âme qui tourne sur elle-même ; des emboîtements d’abîme dont le rayonnement obscur et le tremblement ont un parfum métaphysique ; Brisants, comme les blessures secrètes, les cicatrices intérieures d’un homme nu regardant en face ce qui le dépasse. » Nelly Carnet consacre une longue note de lecture au recueil dans la revue Europe : « La Soudière est le penseur de l’anti-ego, de l’insatisfaction dirigée par la recherche de "l’amour inconnu". Toute sa vie il aura été un mystique profane, un homme d’existence parallèle. […] Ses lecteurs deviennent ses frères d’âme. »

### Correspondance
La publication posthume de Vincent La Soudière, commencée avec Brisants, s’est poursuivie avec la considérable correspondance de près de huit cents lettres adressée à son ami Didier. Établie, présentée et annotée par Sylvia Massias, elle a été publiée en trois volumes aux Éditions du Cerf. Le premier tome, C’est à la nuit de briser la nuit, couvrant les années 1964 à 1974, a paru en 2010 ; le deuxième, Cette sombre ferveur (années 1975-1980), en 2012 et le troisième, Le Firmament pour témoin (années 1981-1993), en 2015.
En réalité, cette correspondance n’en est pas vraiment une : les lettres de Didier manquent. Par ailleurs, le choix a été fait de supprimer les mentions épistolaires d’introduction et de conclusion, ainsi que toutes les allusions privées concernant la vie de Didier. L’impression donnée aux lecteurs est celle d’un monologue intérieur, qui s’étire de 1964 à 1993, monologue rendu possible par cette amitié hors du commun. « Une correspondance qui a des allures de journal », écrit Richard Blin, ajoutant : « Le résultat est assez saisissant, puisque nous devenons l'interlocuteur privilégié d'un homme dont l'exigence de liberté et la révolte s'éprouvent au feu de la négation. »
À la suite de Brisants, les Lettres à Didier assurent à Vincent La Soudière un début de reconnaissance. Patrick Kéchichian décrit « cette interminable explication avec lui-même, cette « incomplétude » comme « source ». Obscure, tâtonnante, souvent récusée, la quête de Dieu est néanmoins présente entre les lignes, lors des rémissions du « cancer spirituel qui dévore [son] âme »... « La Grande Rencontre n'a pas eu lieu - n'aura sans doute jamais lieu. Je vis du poids de son attente ». » Il conclut : « Par la force et la sincérité, souvent la lucidité, de cette interrogation, une œuvre peu à peu se construit au fil de ces lettres, et sans doute de celles à venir. Elle peut bien être informe, elle n'en est pas moins vraie et belle. » Matthieu Baumier salue « l’écrivain marginal, terme entendu en son véritable sens d’aux marges de tous les systèmes », dont la correspondance fait jaillir « la beauté exceptionnelle d’un cheminement intérieur chrétien, cheminement qui ressemble à celui d’un alchimiste égaré en la modernité, véritable acteur d’une profonde résistance spirituelle contre le Mal de ce monde » ; et de conclure : « Ces dix premières années [...] sont l’œuvre au noir de l’athanor La Soudière découvrant l’œuvre qui s’écrit en lui, ou l’écriture comme abandon. À lire de toute urgence, pour vivre. » Le poète et écrivain Jean-Luc Maxence dit avoir découvert « un quêteur d'Absolu d'une richesse intellectuelle admirable ». Juan Asensio, quant à lui, se livre à une analyse approfondie des lettres du premier tome, considérant Vincent La Soudière comme « un magnifique écrivain que le premier volume de sa correspondance […] nous offre dans sa plus cruelle évidence » et dont les lettres, « lues durant plusieurs semaines, vous donnent l'impression qu'un ami s'adresse à vous, qu'il vit chez vous ». Il poursuit son analyse en commentant les lettres du tome II, Cette sombre ferveur : « Lire, année après année, les affres dans lesquelles Vincent est plongé, c'est [...] nous enfoncer dans l'expérience réelle et pas seulement figurée ou symbolique, d'une nuit de l'âme (…). » La lecture de ces lettres est, selon lui, « une expérience intellectuelle et spirituelle, mais aussi physique, éprouvante, et l'on en sort aussi bouleversé qu'épuisé, vidé même ». En témoigne également son commentaire du troisième et dernier tome, Le Firmament pour témoin : « Vincent La Soudière atteint dans ces dernières lettres des rivages où nous ne pouvons nous aventurer, sauf à prétendre rejouer sa vie, calquer la nôtre sur sa déveine consubstantielle, nous mettre dans les pas de cet horrible travailleur […] ». Au sujet du tome II, Gaëlle Obiégly fait remarquer que ces lettres adressées à un ami « ont l’intensité d’un journal intime, un journal paradoxal puisque adressé », et que l’ambition de « cet écrivain vrai » n’est pas « d’être quelqu’un mais de communiquer à un niveau essentiel. Les lettres à Didier racontent ce vœu et son impossible réalisation. D’où la beauté de cette vocation ».

### Sur Vincent La Soudière
En 2015, à la suite de la publication du troisième et dernier tome des Lettres à Didier paraît un essai biographique de Sylvia Massias, Vincent La Soudière, la passion de l’abîme, aux Éditions du Cerf. Ce livre, dit-elle, « est à la fois une biographie et une tentative de compréhension du drame de Vincent. Il s’agit de l’"histoire d’une âme" ». Elle précise avoir « utilisé et cité maintes sources, non seulement la correspondance adressée à Didier, mais aussi des lettres écrites à d’autres correspondants, des écrits divers extraits de ses cahiers et carnets... » et avoir eu « le sentiment, en l’écrivant, d’exprimer et de livrer la substance du témoignage que Vincent La Soudière voulait donner au monde. »
À l’occasion de la double publication du dernier tome des Lettres à Didier et du livre de Sylvia Massias, la revue Florilettres (revue de la Fondation La Poste) a consacré son numéro de mai 2015 à Vincent La Soudière.

### Écrits inédits
Vincent La Soudière a laissé de très nombreux écrits inédits, « une centaine de cahiers, carnets et blocs, à quoi s’ajoutent de très nombreux feuillets manuscrits et environ trois cent cinquante textes dactylographiés correspondant à une mise au net parfois relative, certains d’entre eux étant très raturés ». D’après Sylvia Massias, ces écrits « ne sauraient être publiés tels quels », conformément au vœu de Vincent La Soudière lui-même qui « ne le souhaitait pas et voulait faire des choix. »
Après la publication de Brisants, elle explique avoir conçu, à la lumière de la correspondance adressée à Didier dont elle prit alors connaissance, un autre recueil de textes à partir de la totalité des écrits de Vincent La Soudière – un recueil qui lui semble « résumer l’essentiel de son message et fait de lui le témoin d’une foi et d’une espérance indéfectibles, d’autant plus précieuses qu’elles sont nées au cœur de la plus sombre des nuits. » Ce recueil est encore inédit à ce jour.

## Œuvres

### Poésie, correspondance
- Chroniques antérieures, frontispice d'Henri Michaux, Montpellier, Fata Morgana, 1978 (lire en ligne).
- L’Arrière-Garde, poèmes, avec trois eaux-fortes de Gilles Alfera, Neauphle-le-Château, Alfera, 1988. [Précédé d’un texte de Landry ; présentation en ligne)]
- In memoriam Francis Bacon, Lectoure, Le Capucin, 2002.
- Brisants, texte établi et présenté par Sylvia Massias, Orbey, Arfuyen, 2003.
- C'est à la nuit de briser la nuit, Lettres à Didier I (1964-1974), édition présentée, établie et annotée par Sylvia Massias, Paris, Éd. du Cerf, 2010.
- Cette sombre ferveur. Lettres à Didier II (1975-1980), édition préfacée, établie et annotée par Sylvia Massias, Paris, Éd. du Cerf, 2012.
- Le Firmament pour témoin. Lettres à Didier III (1981-1993), édition présentée, établie et annotée par Sylvia Massias, Paris, Éd. du Cerf, 2015.
- Eschaton, Ici finit le règne de l'homme, texte établi, présenté et annoté par Sylvia Massias, Paris, La Coopérative, 2022  (ISBN 979-1-0950-6653-8).
- Batelier de l’inutile, texte établi et annoté par Sylvia Massias, postface de Marc Wetzel, Arfuyen, 2024.

### Textes divers
- « Au cœur de la meule », Genève, La Revue de Belles-Lettres, no 1, 1974, p. 54-57.
- « Chroniques antérieures » (extraits), Argile (Maeght Éditeur), n° XI, automne 1976, p. 12-27.
- « Une dernière fois » et « Jugement par le son », dans Guitares. Chefs-d’œuvre des collections de France. Préface de François Lesure, photographies de Maurice Bérard. Paris, La Flûte de Pan, 1980. (Texte français-anglais.)
- « La Jérusalem d’En Bas », Argile, n° XXIII-XXIV, printemps 1981, p. 123-127.
- « Alliance », Paris, Noir sur blanc, no 3, printemps 1987, p. 69-71.
- « Élégie », Lyon, Jalouse pratique, no 2, juin 1993.